# Парк природе Голија
Парк природе Голија налази се у југозападној Србији, на планинама Голија, Радочело и Чемерно. Захвата површину од 75839 ha у оквиру општина Ивањица, Краљево, Рашка, Нови Пазар и Сјеница. Овај простор проглашен је парком природе у јулу 2001. године, а део парка (површине 53.804 ha) је исте године УНЕСКО-в програм „Човек и биосфера" прогласио резерватом биосфере „Голија–Студеница“. Парк природе Голија сматра се и објектом геонаслеђа Србије, значајним биљним подручјем (IPA) Средње и источне Европе, као и потенцијалним Емералд подручјем.
Влада Републике Србије поверила је Голију на старање јавном предузећу „Србијашуме“, чија шумска газдинства „Голија“ (Ивањица), „Столови“ (Краљево) и „Шумарство“ (Рашка) обављају послове заштите и развоја овог парка природе.

## Циљеви заштите
Парк природе Голија стављен је под заштиту ради очувања вредности и побољшања стања: шумских екосистема, разноврсности предела и пејзажа, културних добара, трајности и квалитета основних природних ресурса (воде, земљиште и биљни покривач), биолошке разноврсности засноване на великом броју врста биљака и животиња и њихових заједница и присуству ретких, ендемичних и реликтних врста, као и гео-наслеђа.

## Географске и климатске одлике
Ово заштићено добро обухвата планински предео југозападне Србије (планине Голију, Радочело и Чемерно). Планина Голија је, посебно са северне стране, испресецана бројним водотоцима који су усекли клисурасте долине. Најзначајнији речни токови су Моравица и Студеница. Ове реке и њихове притоке раздвајају узвишења различитог облика и величине, која су често засечена серијом висоравни. Највиши врх Голије је Јанков камен (1833 m), па следе Радуловац (1785 m), Бојово брдо (1748 m) и Црни врх (1725 m).
У парку природе се могу уочити три микроклиматска региона. Долинско-брдски, на надморским висинама до 700 m, карактерише котлинска умерено-континентална клима. Прелазни регион, до око 1300 m, карактеришу дуге и оштре зиме богате падавинама и кратка, свежа лета. Планински климатски регион, изнад 1300 m, карактеришу оштре и хладне зиме.

## Живи свет Голије
Голија се сматра најшумовитијом планином Србије, коју красе бројне широколисне и мешовите шуме са понегде прашумским карактером. Најпространије су букове, смрчеве и шуме са планинским јавором (Acer heldreichii). У оквиру појаса смрчевих шума, посебно су значајни очувани тресавски и језерски екосистеми (Дајићко језеро, Кошанинова језера).
Биљни свет Голије гради око 1100 биљних врста. Поред реликтног планинског јавора, значајне су и зеленика (Ilex aquifolium) и бројне реликтне или ендемичне врсте (Allysum markgrafi, Allysum jancheni, Viola elegantula i Verbascum adamovicii). Врсте панчићева бедреница (Pancicia serbica) и адамовићева мајчина душица (Thymus adamovicii) су локални ендемити.
Поред бројних важних врста сисара (слепо куче, алпска ровчица, мрки медвед, вук, лисица), присутно је и стотинак значајних врста птица (нпр. шумска шева, камењарка, црвеноноги прудник).

## Споменици културе
Културно-историјске вредности Голије представљене су споменицима културе од изузетног значаја (средњовековни манастири Студеница, Брезова и Градац) и споменицима културе од великог значаја (црква св. Алексија у Милићима, црква св. Ђорђа у Врху, црква св. Богородице у Долцу, црква св. Николе у Палежу, горња испосница у Савову, манастир Ковиље у Ковиљу, манастир Придворица).
У северном делу парка, у долини реке Студенице, као најзначајнији споменик културе налази се манастир Студеница из 13. века, под заштитом УНЕСКО-а.

## Галерија
- Радуловац
- Шума изнад Голијске реке
- Бзовик
- Бзовик
- Брусник 1
- Брусник 2
- Шума око Избуре
- Вионица
- Дајићи
- Водопад на Избури
- Река Избура
- Река Избура
- Градац
- Црквина
- Добри до
- Бојево брдо зими
- Кошанинова језера
- Кошанинова језера